# 閻司講
閻司講（？—？），陝西隴州人。明朝解元、政治人物。

## 生平
明世宗嘉靖二十五年（1546年），閻司講中式乙卯科陝西鄉試第一名舉人（解元）。曾官山東濱州知州。

## 家族
祖父阎佑，知縣；父阎鍔，主簿。娶馬氏，继娶師氏。子阎溥，萬曆二十三年乙未進士。